# Katarzyna Jóźwicka
Katarzyna Jóźwicka (ur. 24 września 1984 roku w Puławach) – polska siatkarka grająca na pozycji środkowej. Występowała także na pozycji atakującej.

## Kariera
Jest wychowanką AZS-AWF Warszawa. Od 2010 roku zawodniczka Legionovii Legionowo.

## Kluby
| Klub                     | Lata gry  |
| ------------------------ | --------- |
| AZS-AWF Warszawa         | 2005−2008 |
| Organika Budowlani Łódź  | 2008−2010 |
| LTS Legionovia Legionowo | 2010−2013 |

## Osiągnięcia

### Klubowe
- 2010 −  Puchar Polski z Organiką Budowlanymi Łódź[3]

## Kariera reprezentacyjna
Powołanie otrzymała od trenera Rafała Błaszczyka do kadry Polski B na Letnią Uniwersjadę 2011. Polki zajęły 5. miejsce, a Jóźwicka zagrała we wszystkich meczach w podstawowym składzie.